# Fátima Agudo
Fátima Agudo García (Zafra, 15 de junio de 1968) es una deportista española que compitió en tiro con arco, en la modalidad de arco compuesto.
Ganó tres medallas de plata en el Campeonato Mundial de Tiro con Arco en Sala entre los años 2001 y 2007, dos medallas de plata en el Campeonato Europeo de Tiro con Arco al Aire Libre, en los años 1998 y 2000, y tres medallas de bronce en el Campeonato Europeo de Tiro con Arco en Sala, en los años 2006 y 2011.

## Palmarés internacional
| Campeonato Mundial en Sala       | Campeonato Mundial en Sala | Campeonato Mundial en Sala | Campeonato Mundial en Sala |
| Año                              | Lugar                      | Medalla                    | Prueba                     |
| -------------------------------- | -------------------------- | -------------------------- | -------------------------- |
| 2001                             | Florencia (Italia)         | Medalla de plata           | Individual                 |
| 2005                             | Aalborg (Dinamarca)        | Medalla de plata           | Individual                 |
| 2007                             | Esmirna (Turquía)          | Medalla de plata           | Individual                 |
| Campeonato Europeo al Aire Libre |                            |                            |                            |
| Año                              | Lugar                      | Medalla                    | Prueba                     |
| 1998                             | Boé/Agen (Francia)         | Medalla de plata           | Individual                 |
| 2000                             | Antalya (Turquía)          | Medalla de plata           | Individual                 |
| Campeonato Europeo en Sala       |                            |                            |                            |
| Año                              | Lugar                      | Medalla                    | Prueba                     |
| 2006                             | Jaén (España)              | Medalla de bronce          | Equipo                     |
| 2011                             | Cambrils (España)          | Medalla de bronce          | Individual                 |
| 2011                             | Cambrils (España)          | Medalla de bronce          | Equipo                     |